# 黄厚
黄厚（1913年—1992年1月11日），曾用名黄加瑞，江西省安福县人。中华人民共和国政治人物、中国人民解放军少将。

## 生平

### 中华民国
1930年，黄厚加入中国共产党。1931年，参加中国工农红军，任红六军团16师49团3连副排长、排长、连副指导员、指导员，红二军团4师11团机枪连指导员。参加湘赣、湘鄂川黔苏区反围剿战役和长征。抗日战争期间，黄厚担任八路军120师358旅715团3营9连排长、指导员、营教导员。1938年，中共中央命令358旅715团在李井泉、姚喆率领下进攻大青山。1938年9月1日，715团进驻大青山。9月3日，部队在陶林与日伪军交火，在强攻不下后，八路军撤防，向银矿山（察右中旗银汞山）方向转移。同年12月，715团主力挺进冀中后，他率部驻守绥中。由于多次与日军交战兵力不足，八路军决定建立骑兵部队。黄厚将步兵装备为骑兵，期间曾任大青山骑兵支队独立营营长、绥蒙军区骑兵第1团副政委、骑兵第4支队支队长，晋绥军区塞北军分区骑兵第2团团长。1942年，日伪军发动秋季大扫荡，大青山骑兵支队第1、2团与绥察行署及其游击队，转移到晋西北偏关休整。1943年冬，他率骑兵2团一部由偏关开赴蛮汗山地区，依托绥南到绥中开展反清乡斗争。至1944年8月，他率部在韩家窑等地陆续阻击日伪部队，击溃日伪邬青云的师部，同年基本恢复了绥中抗日游击根据地。1945年，他率部参加了绥蒙地区春、夏攻势和反攻作战。
第二次国共内战时期，黄厚任绥蒙军区骑兵旅2团团长，绥东军分区司令员。1948年，任西北野战军第8纵队骑兵1旅副旅长。1949年，担任北支队大同左云支队支队长，第一野战军第八军骑兵1师副师长，参加绥包战役、大同集宁战役、临汾战役、绥远战役等。

### 中华人民共和国
1949年10月，中华人民共和国成立。当时内蒙古的解放军仍分为内蒙古军区和绥远省军区。绥远省军区机关驻集宁，同年10月，中共绥远省委决定建立集宁（绥东）军分区，机关驻集宁属绥远省军区领导，黄厚担任司令员（任至1952年5月，政委为沈新发）。
1951年，黄厚率部参加朝鲜战争，任志愿军第66军198师副师长，参加朝鲜战争第四次战役。回国后，担任绥远军区察盟军分区司令员。1955年，被授予大校军衔，荣获三级八一勋章、二级独立自由勋章、二级解放勋章。1957年8月至1958年5月，接替罗成章，担任内蒙古军区平地泉军分区司令员。1958年5月，平地泉军分区与乌兰察布军分区整编合并，形成新的乌兰察布军分区。黄厚担任乌兰察布军分区司令员（任至1958年11月）。之后他升任内蒙古军区副参谋长。1960年5月，接替孔飞，兼任内蒙古军区参谋长。1961年，晋升为中国人民解放军少将军衔。
文化大革命期间，1967年1月，红卫兵冲击内蒙古军区，黄厚卷入内人党事件。1969年12月19日，《中共中央关于内蒙实施分区全面军管的决定》颁布，北京军区司令员郑维山、副司令杜文达、副政委黄振棠、张正光组成“前线指挥所”，对内蒙古实施军事一元化。1970年，原内蒙古军区团级干部被调往其他省份。黄厚与孔飞、廷懋、王良太、刘昌、张德贵、鲍荫扎布等人，以办学习班的名义，被送到伊克昭盟准格尔旗沙圪堵关押、封锁消息。期间专案组强迫他们不停地写检查，并隔离审查。
文化大革命结束后，1978年11月，黄厚担任中国人民解放军内蒙古军区司令员。1979年1月15日，内人党案被彻底推翻。1979年6月（至1982年8月），补选为中共内蒙古自治区第三届委员会常务委员。1988年，荣获一级红星功勋荣誉章。1992年1月11日，在内蒙古呼和浩特逝世，终年79岁。